# Tibeti kolostorok listája

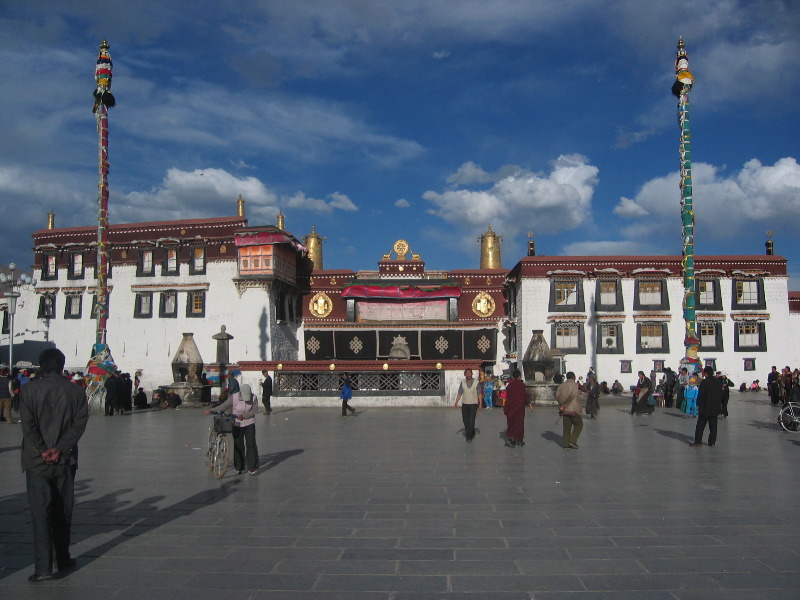
A Dzsokhang

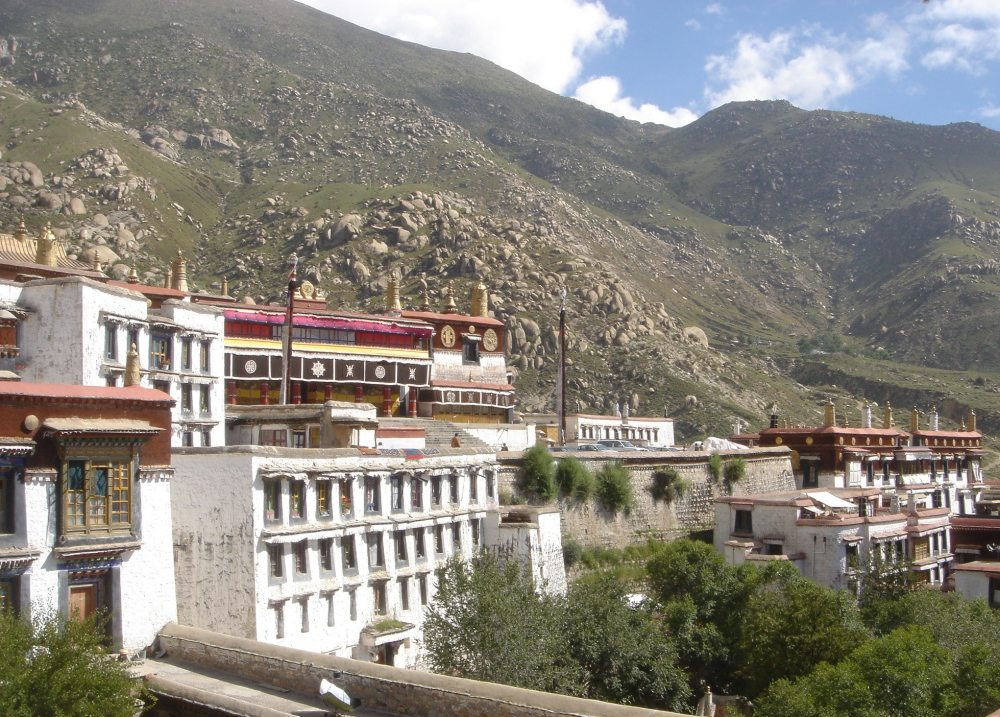
A Drepung kolostor

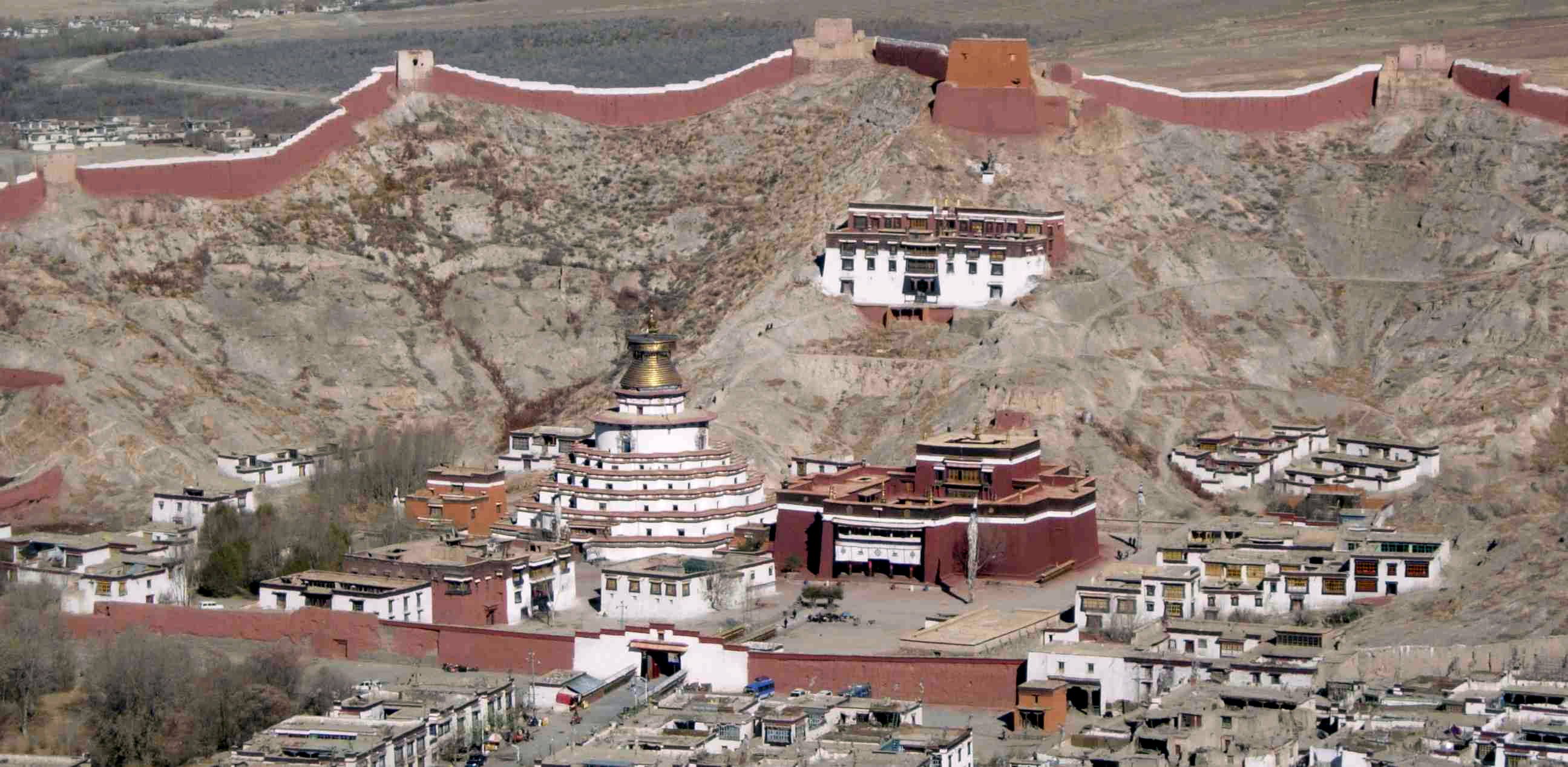
A Palcso kolostor

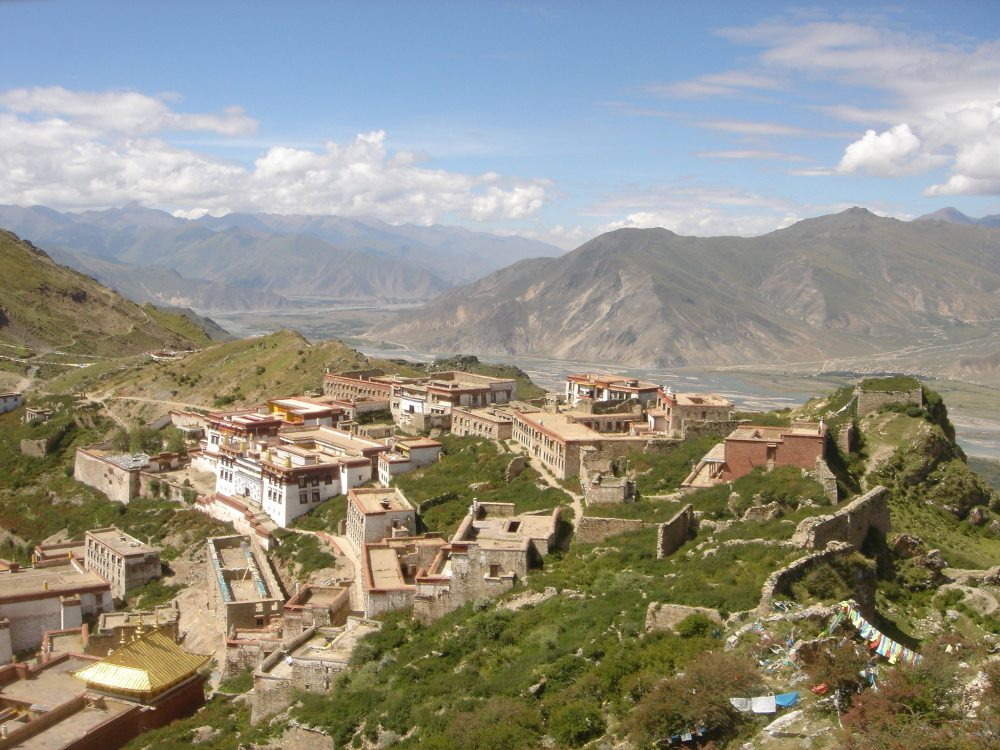
A Ganden kolostor

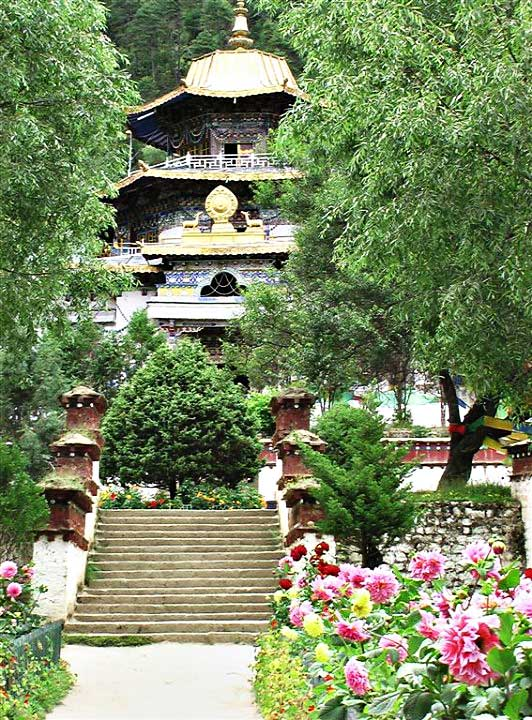
A Lamaling kolostor

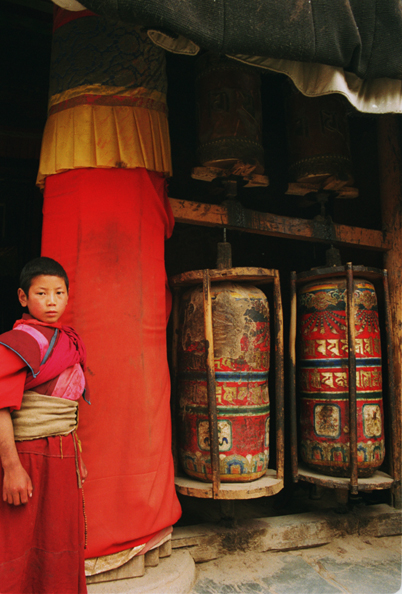
A Labrang kolostor

A Tibeti kolostorok listája a Tibetben található történelmi és jelenlegi kolostorok listája, a tibeti spirituális tradíciók öt rendje szerint besorolva, melyeket a jelenlegi, 14. dalai láma, Tendzin Gyaco is elismert, beleértve azokat a kolostorokat is, melyek Tibet határain belül álltak, illetve amelyek kulturális szempontból tibeti tradíciókat követtek.

## Bon
- Menri kolostor
- Jungdrung-lhading kolostor
- Triten Norbuce kolostor

## Kadam/Gelug
A három legfontosabb központja a gelugkpa irányzatnak a Szera, a Drepung és a Ganden kolostorok.
- Alcsi kolostor
- Drepung kolostor – a dalai láma kolostora
- Ganden kolostor – a ganden tripa székhelye
- Dzsokhang – állítólag Szongcen Gampo királyé volt Kr. u. 647-ben; egy nagyobb zarándokhely
- Jerpa kolostor
- Kirti kolostor
- Kumbum kolostor
- Labrang kolostor
- Namgyal kolostor
- Narthang kolostor
- Necsung kolostor
- Ramocse kolostor
- Rato kolostor
- Reting kolostor
- Szanga kolostor
- Szera kolostor – a legnagyobb kolostor Tibetben, beleértve számos iskolát
- Szpituk kolostor
- Tabo kolostor
- Tasilhumpo kolostor – a pancsen láma székhelye
- Tradruk kolostor

## Dzsonang
- Dzsonang kolostor

## Kagyüpa
Számos Kagyü kolostor van Khamszban, Kelet-Tibetben. A Curpu  Ralung kolostorral együtt a legfontosabb kolostorok közé tartozik.
- Drikung
- Palpung kolostor – a tai szitupa és Jamgon Kongtrul székhelye
- Ralung kolostor – a gyalvang drukpa székhelye
- Rivocse – a taklung kagyü irányzat székhelye
- Szurmang kolostor – a trungpa tulkuk székhelye
- Curphu kolostor – a gyalva karmapa székhelye

## Nyingmapa
Úgy tartják, hogy a nyingma iskolának „hat anyakolostora” van, jóllehet a hat összetétele idővel változott: 
- Dordzse Drak
- Dzogcsen kolostor
- Katok kolostor
- Mindrolling kolostor
- Paljul
- Secsen

további kolostorok:
- Cozong kolostor
- Jarcsen kolostor
- Szamje kolostor –  az első kolostor Tibetben Padmaszambhava és Sántaraksita állítása szerint

## Szakjapa
- Ngor kolostor
- Szakja kolostor – a szakja trizin székhelye
- Salu kolostor